# Östvattnet (Junsele socken, Ångermanland)
Östvattnet är en sjö i Sollefteå kommun i Ångermanland och ingår i Ångermanälvens huvudavrinningsområde. Sjön har en area på 0,146 kvadratkilometer och ligger 213,1 meter över havet. Sjön avvattnas av vattendraget Östvattenbäcken.

## Delavrinningsområde
Östvattnet ingår i det delavrinningsområde (706708-153951) som SMHI kallar för Utloppet av Östvattnet. Medelhöjden är 240 meter över havet och ytan är 5,22 kvadratkilometer. Räknas de 3 avrinningsområdena uppströms in blir den ackumulerade arean 30,05 kvadratkilometer. Östvattenbäcken som avvattnar avrinningsområdet har biflödesordning 3, vilket innebär att vattnet flödar genom totalt 3 vattendrag innan det når havet efter 119 kilometer. Avrinningsområdet består mestadels av skog (85 procent). Avrinningsområdet har 0,15 kvadratkilometer vattenytor vilket ger det en sjöprocent på 2,8 procent.